# William R. Roy
William Robert Roy, född 23 februari 1926 i Bloomington i Illinois, död 26 maj 2014 i Topeka i Kansas, var en amerikansk demokratisk politiker. Han var ledamot av USA:s representanthus 1971–1975.
Roy avlade år 1950 läkarexamen vid Northwestern University och år 1970 juristexamen vid Washburn University. Han tjänstgjorde i USA:s flygvapen 1953–1955. År 1971 efterträdde han Chester L. Mize som kongressledamot och efterträddes 1975 av Martha Keys. I mellanårsvalet i USA 1974 utmanade Roy sittande senatorn Bob Dole och förlorade valet mycket knappt.